# Le Choc des planètes
Pour plus de détails, voir Fiche technique et Distribution.
Le Choc des planètes (妖星ゴラス, Yosei Gorasu, litt. « Gorath, l'étoile de mauvais augure ») est un film japonais réalisé par Ishirō Honda, sorti en 1962, et dont les effets spéciaux sont assurés par Eiji Tsuburaya.
Produit et distribué par la Tōhō, il raconte l'histoire d'une étoile extrêmement dense, nommée « Gorath » par l'Union astronomique internationale, dont la trajectoire devient incohérente et qui s'apprête à entrer en collision avec la Terre. Afin d'éviter cela, la communauté internationale met en place l'« Opération Pôle Sud » qui consiste à construire d'énormes « méga-propulseurs » en Antarctique qui déplaceront la Terre de son orbite le temps que Gorath passe (puis qui la remettront à sa place !). Durant l'opération, un incident se produit lorsque la chaleur des méga-propulseurs réveille un monstre gigantesque ressemblant à un morse (qui dormait justement en dessous !). En plus d'essayer de sauver la Terre, la communauté internationale doit ainsi en plus combattre cette créature qui arrive à ce moment impromptu.
Alors que le film devait être une pure aventure spatiale, le producteur Tomoyuki Tanaka a insisté pour intégrer un monstre géant dans le style des films de kaijū. Ces parties ont cependant été supprimées des versions internationales, dont l'américaine, la française, et l'allemande (qui est d'ailleurs renommée Les Ovnis détruisent la terre alors qu'aucun ovni n'est présent dans le film).

## Synopsis
Le 29 septembre 1979, l'Agence d'exploration interstellaire lance une fusée japonaise, le JX-1 Hawk, dans l'espace lors d'un voyage de neuf mois pour étudier sur la planète Saturne. Une fois cette sortie terminée, l'équipage se voit confier une nouvelle mission spatiale après que les scientifiques ont découvert une étoile, nommée « Gorath » l'Union astronomique internationale, dont le mouvement devient incohérent. En analysant la trajectoire de Gorath à travers le système solaire, l'équipage du JX-1 Hawk découvre qu'elle est certes plus petite que la Terre, mais 6 000 fois plus dense. Il parvient à transmettre ses données vers la Terre avant qu'un énorme puits gravitationnel ne se forme et l'absorbe avec le vaisseau.
Un mois plus tard, en 1980, des astronomes et des astrophysiciens de toute la communauté internationale annoncent que Gorath entrera en collision avec la Terre dans deux ans. Aux Nations unies, un rassemblement des meilleurs scientifiques du monde tente de résoudre la situation en mettant en commun leurs progrès techniques réalisés au cours des deux dernières décennies. Après un débriefing, la communauté scientifique annonce initier l'« Opération Pôle Sud », lors de laquelle d'énormes « méga-propulseurs » propulseront la Terre hors de la trajectoire de Gorath dans 100 jours, puis feront marche arrière pour la remettre en place une fois le danger passé. Pour cela, une base en Antarctique est construite et réunit une importante équipe internationale d'ingénieurs et de scientifiques. L'ONU approuve et envoie le prototype de fusée JX-2 Eagle dans l'espace pour obtenir des données supplémentaires sur Gorath.
La construction de la base d'opération au pôle Sud est en cours alors que des navires et des hélicoptères de plusieurs pays apportent des matériaux de construction et que de puissants dispositifs mobiles générateurs de chaleur connus sous le nom de « fouisseurs atomiques » sont rapidement assemblés pour aider à créer les cavernes nécessaires pour abriter les méga-propulseurs. Pendant ce temps, l'équipage du JX-2 Eagle réussit sa mission, apprenant que Gorath absorbe les débris spatiaux dans son puits gravitationnel pour ajouter continuellement à sa masse et transmet les données aux stations spatiales de l'ONU. Sur Terre, les méga-propulseurs sont activés pour un essai pendant que des citoyens du monde entier regardent une émission en direct. Alors que la Terre bouge doucement, l'Opération pôle Sud est saluée comme un succès. Le JX-2 Eagle et les stations spatiales apprennent cet avancement et reçoivent l'ordre de revenir pour empêcher à Gorath de les absorber.
Cependant, la chaleur générée par les méga-propulseurs réveille un monstre géant ressemblant à un morse, plus tard surnommé « Maguma », qui émerge de la toundra et attaque la base de l'Opération pôle Sud en réponse à leur intrusion. En réponse, un petit avion à décollage vertical, équipé d'un puissant laser, s'envole pour l'arrêter. Déterminé à le faire sans tuer le monstre, le pilote utilise le laser pour créer une avalanche et l'enterrer. Cependant, Maguma en sort facilement et reprend son attaque, ne laissant à l'équipage d'autre choix que de le tuer. Alors que Gorath absorbe les anneaux de Saturne, l'équipage du JX-2 Eagle revient avec succès sur Terre.
Tandis que l'énorme corps céleste devient visible à l'œil nu, le niveau de la mer commence à monter et l'état d'urgence est déclaré. Gorath absorbe totalement la Lune. Tokyo et les méga-propulseurs sont inondés et un tremblement de terre détruit le JX-2 Eagle et l'installation du mont Fuji de l'Agence d'exploration interstellaire. Malgré ces catastrophes, la Terre est déplacée avec succès hors de la trajectoire de Gorath (le problème de le faire revenir en place est mentionné, sans qu'aucune solution ne soit proposée).

## Fiche technique
- Titre : Le Choc des planètes
- Titre original : 妖星ゴラス (Yosei Gorasu?)
- Réalisation : Ishirō Honda
- Scénario : Takeshi Kimura, d'après une histoire de Jōjirō Okami[1]
- Photographie : Hajime Koizumi[1]
- Musique : Kan Ishii[1]
- Montage : Reiko Kaneko[1]
- Décors : Teruaki Abe et Takeo Kita[1]
- Production : Tomoyuki Tanaka[1]
- Société de production : Tōhō[2]
- Distribution :  Japon : Tōhō[2]
- Pays d'origine : Japon
- Format : Couleur
- Genre : Action, science-fiction
- Durée : 88 minutes
- Date de sortie : Japon : 21 mars 1962

## Distribution
Source de la distribution, sauf mentions contraires
- Ryō Ikebe : Dr. Tazawa, astrophysicien
- Yumi Shirakawa : Tomoko Sonoda
- Akira Kubo : Tatsuma Kanai, astronaute cadet
- Kumi Mizuno : Takiko Nomura
- Hiroshi Tachikawa : Wakabayashi, pilote du Ōtori
- Akihiko Hirata : Endō, capitaine du Ōtori
- Kenji Sahara : Saiki, vice-capitaine du Ōtori
- Jun Tazaki : Raizō Sonoda, le père de Tomoko
- Ken Uehara : Dr. Kōno, astrophysicien
- Takashi Shimura : Kensuke Sonoda, paléontologue
- Seizaburō Kawazu : Tada, ministre des finances
- Kō Mishima : Sanada, ingénieur
- Sachio Sakai : physicien
- Takamaru Sasaki : le Premier ministre Seki
- Kō Nishimura : Murata, Secrétaire de l'espace

## Informations complémentaires
- Ce film est sorti uniquement en VHS en France sous le titre Le Choc des planètes dans un montage raccourci.